# 小田原本線料金所

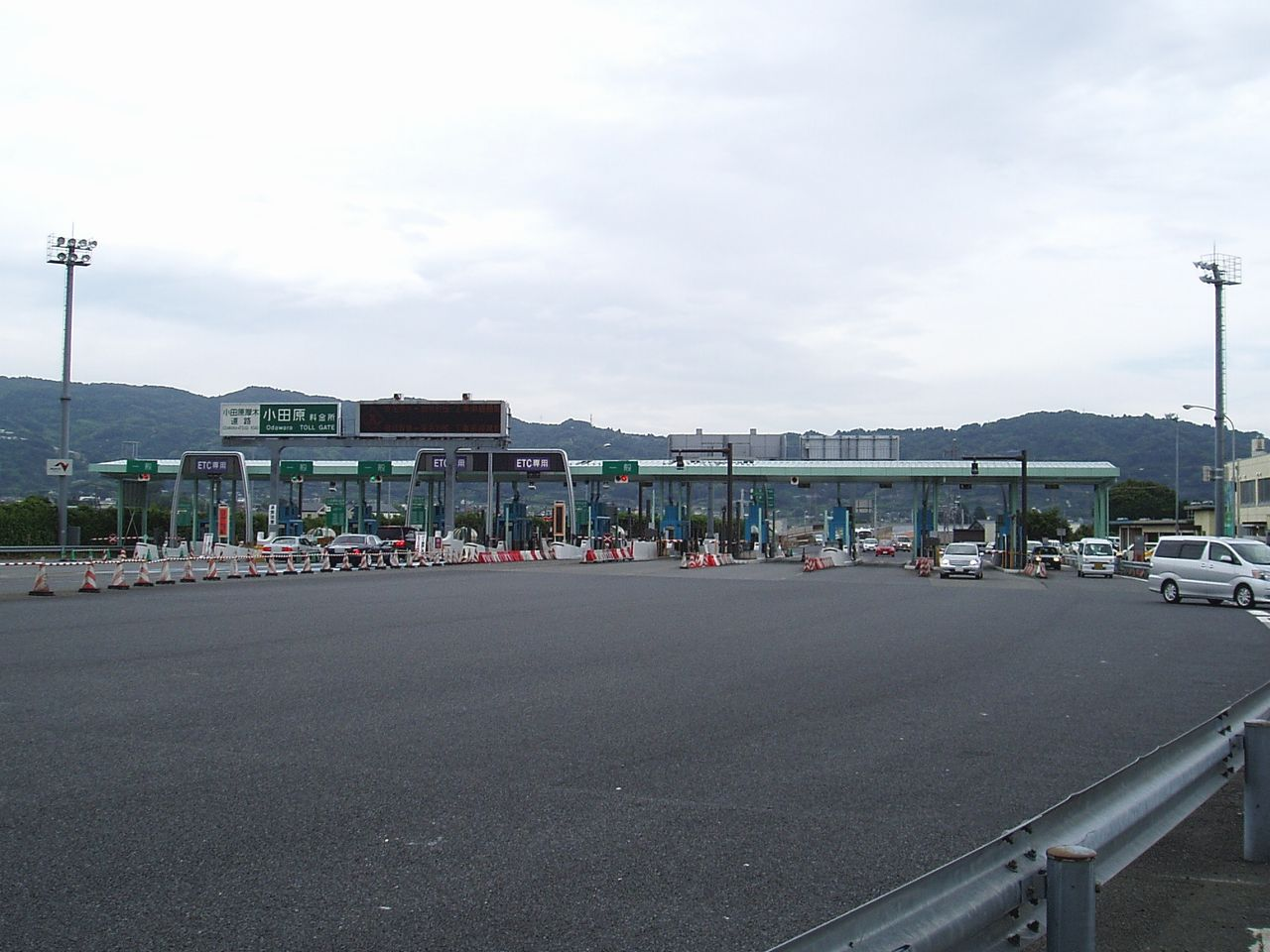
小田原本線料金所

小田原本線料金所（おだわらほんせんりょうきんじょ）は神奈川県小田原市にある、小田原厚木道路の小田原区間の本線料金所。

## 路線
- E85 小田原厚木道路

## 料金所
ブース数：11（うち中央寄りの2レーンは上下線兼用）

### 上り線（東京方面）
- ブース数：6
  - ETC専用（時間帯によってはETC/一般）：3
  - 一般：3

### 下り線（箱根方面）
- ブース数：5
  - ETC専用（時間帯によってはETC/一般）：2
  - 一般：3

## 沿革
1969年の小田原厚木道路の全線開通に伴い、料金所の運用を開始した。1992年からの改築工事の際に、レーンの増設（6→11レーン）が行われている。
- 1969年（昭和44年）3月19日：全線開通に伴い、運用開始。
- 1995年（平成7年）12月26日：レーン増設工事完成。
- 1997年（平成9年）4月：業務用車両向けに全国初のETC試験運用を開始。

## 隣
E85 小田原厚木道路
小田原東IC - 小田原PA(下り線のみ) - 小田原TB - 二宮IC